# Reks
Reks, född 24 augusti 1977 i Massachusetts, är en amerikansk rappare som debuterade 2003 och är signat till skivbolaget Show Off.

## Diskografi
- 2004 : Along Came The Chosen
- 2008 : Grey Hairs
- 2011 : R.E.K.S
- 2012 : REBELutionary
- 2014 : Eyes Watching God